# DYNAP
DYNAP (англ. Dynactin associated protein) – білок, який кодується однойменним геном, розташованим у людей на довгому плечі 18-ї хромосоми. Довжина поліпептидного ланцюга білка становить 210 амінокислот, а молекулярна маса — 22 529.
| 10         |  | 20         |  | 30         |  | 40         |  | 50         |
| ---------- |  | ---------- |  | ---------- |  | ---------- |  | ---------- |
| MVADIKGNEQ |  | IEKYSWREAC |  | DTGSSRMDRK |  | HGKYILNVEH |  | SENQPPITHP |
| NDQEAHSSIC |  | WCLPSNDITS |  | DVSPNLTGVC |  | VNPGILAHSR |  | CLQSESCNTQ |
| VKEYCRNDWS |  | MWKVFLACLL |  | ACVIMTAIGV |  | LIICLVNNKG |  | SANSSIVIQL |
| STNDGECVTV |  | KPGTPSPACP |  | PTMTTTSTVP |  | ASTATESTTS |  | TATAATTSTE |
| PITVAPTDHL |  |            |  |            |  |            |  |            |

A: Аланін

C: Цистеїн

D: Аспарагінова кислота

E: Глутамінова кислота

F: Фенілаланін

G: Гліцин

H: Гістидин

I: Ізолейцин

K: Лізин

L: Лейцин

M: Метіонін

N: Аспарагін

P: Пролін

Q: Глутамін

R: Аргінін

S: Серин

T: Треонін

V: Валін

W: Триптофан

Локалізований у клітинній мембрані, мембрані, апараті гольджі.